# Iryna Jarosz
Iryna Jarosz (ukr. Ірина Ярош; ur. 25 marca 1985 w Zaporożu) – ukraińska wioślarka.
W 2008 roku została zdyskwalifikowana na dwa lata za użycie niedozwolonych środków.

## Osiągnięcia
- Mistrzostwa Świata U-23 – Glasgow 2007 – ósemka – 5. miejsce[2].
- Mistrzostwa Europy – Poznań 2007 – ósemka – 5. miejsce[2].